# Pacôme Zouzoua
Peodoh Pacôme Zouzoua (ur. 30 kwietnia 1997 w Abidżanie) – iworyjski piłkarz grający na pozycji środkowego pomocnika. Od 2021 jest zawodnikiem klubu ASEC Mimosas.

## Kariera klubowa
Swoją piłkarską karierę Zouzoua rozpoczął w klubie Williamsville AC. W sezonie 2015/2016 zadebiutował w jego barwach w drugiej lidze iworyjskiej. W sezonie 2016/2017 był piłkarzem Sparty Praga, jednak nie rozegrał w niej żadnego meczu. W latach 2017–2019 był piłkarzem SC Gagnoa. W sezonie 2017/2018 wywalczył z nim wicemistrzostwo kraju. W 2019 roku był zawodnikiem BFC Daugavpils. W 2019 przeszedł do Africa Sports National, a w 2022 do ASEC Mimosas. W sezonie 2021/2022 wywalczył z nim mistrzostwo, a w sezonie 2022/2023 dublet - mistrzostwo i Puchar Wybrzeża Kości Słoniowej.

## Kariera reprezentacyjna
W reprezentacji Wybrzeża Kości Słoniowej Zouzoua zadebiutował 14 stycznia 2018 w przegranym 0:1 meczu Mistrzostw Narodów Afryki 2018 z Namibią, rozegranym w Marrakeszu.